# 久留米師管区
久留米師管区（くるめしかんく）は、1945年4月1日に、日本陸軍が徴兵などの軍事行政と地域防衛のために全国を区分けして設けた師管区の一つである。九州北部3県、すなわち福岡県・佐賀県・長崎県を範囲とした。熊本師管区とともに西部軍管区の下にあった。区内は福岡連隊区・佐賀連隊区・長崎連隊区に分けられた。久留米師管区司令部が管轄し、久留米師管区部隊が置かれた。敗戦後もしばらく続き、翌1946年3月31日に廃止された。

## 概要
師管区は従来の師管を改称したもので、地域防衛の担当地域であると同時に、徴兵・補充の単位となる地域でもある。久留米師管区の前身は久留米師管で、区域の変更はない。久留米師管は留守第56師団が管轄しており、その司令部を改称して久留米師管区司令部とした。留守師団の補充隊はいったん復帰（解散）し、あらたに師管区部隊の補充隊を編成する形式をとった。
山口県の南西部、下関市・宇部市・小野田市・豊浦郡・厚狭郡は、防衛に関して西部軍管区・久留米師管区の担任地域であった。防衛以外については、中部軍管区・広島師管区、6月からは中国軍管区の管轄下にあった。

## 師管区部隊
師管区司令官
- 園部和一郎 予備役陸軍中将：1945年（昭和20年）4月1日 - 12月1日

師管区参謀長
- 桑原光広 大佐：1945年4月1日 -